# جاكوار مارك 7
جاكوار مارك 7 (بالإنجليزية: Jaguar Mark VII)‏ هي سيارة من تصنيع شركة سيارات جاكوار.